# La primera conquista
La primera conquista es un entremés de Carlos Arniches y Enrique García Álvarez, estrenado en 1910.

## Argumento
Un joven provinciano llega a Madrid dispuesto a disfrutar de la capital y romper cuantos corazones se le pongan por delante. En el Parque de la bombilla conoce, efectivamente, a una bella mujer que aparentemente cae seducida ante él. El dueño del merendero, sin embargo, pone sobre aviso al muchacho sobre la condición de la mujer, a la que expulsa del lugar. La dama no tarda en aparecer cogida del brazo de otro galán.

## Estreno
- Teatro Eslava, Madrid, marzo de 1910.
  - Intérpretes: Ernesto Vilches, Irene Alba.